# Црна берза (филм)
Црна берза (хинд. काला बाज़ार) је индијски филм из 1989. године, снимљен у режији Ракеш Рошан.

## Улоге
| Глумац       | Улога                    |
| ------------ | ------------------------ |
| Анил Капур   | Виџај Гирдарилал         |
| Џеки Шроф    | Инспектор Камал Кимтилал |
| Фарха Наз    | Камини Сампат            |
| Кадер Кан    | Кимтилал Саксена         |
| Раза Мурад   | Ранбир Гупта             |
| Киран Кумар  | Џаган Дамалија           |
| Шафи Инамдар | Сампат Сет               |
| Џони Левер   | Кути                     |